# 316 Goberta
316 Goberta eller 1938 DO2 är en asteroid i huvudbältet, som upptäcktes den 8 september 1891 av den franske astronomen Auguste Charlois. Det är okänt vad eller vem asteroiden senare fick namn efter.
Den tillhör asteroidgruppen Themis.
Gobertas senaste periheliepassage skedde den 2 januari 2023. Dess rotationstid har beräknats till 8,61 timmar.